# Launch Service Provider
Launch Service Provider (LSP, tłum. dostawca usług startowych) – angielski termin określający prywatną firmę specjalizującą się w wysyłaniu satelitów w kosmos. Takie firmy z reguły są odpowiedzialne za zamówienia, przygotowanie rakiety nośnej, montaż całego kompleksu, a także zarządzaniem samego startu.
Zdarzają się też wypadki, że część zadań LSP przypada jego podwykonawcom. Bywa też, że startem rakiety zamiast LSP zajmuje się wyłącznie instytucja państwowa lub wojsko.

## Obecnie działające przedsiębiorstwa typu LSP
- E20 (Earth to Orbit) (rakiety PSLV i GSLV)
- Antrix Corporation (PSLV i GSLV)
- Arianespace (Ariane 5 i Vega)
- COSMOS International (Kosmos-3M)
- Eurockot (Rokot)
- Great Wall Industrial Corporation (Chang Zheng)
- International Launch Services (Proton M)
- ISC Kosmotras (Dniepr)
- Land Launch (Zenit-2SLB, Zenit 3SLB)
- Mitsubishi Heavy Industries (H-IIA)
- Orbital Sciences Corporation (Minotaur, Taurus, Pegasus)
- Sea Launch (Zenit-3SL)
- SpaceX (Falcon 1 i Falcon 9)
- Starsem (Sojuz-FG i Sojuz 2)
- United Launch Alliance (Atlas V, Delta II i Delta IV)
- Alcântara Cyclone Space (Cyklon-4)